# BMW Open 2016
BMW Open 2016 — тенісний турнір, що проходив на ґрунтових кортах у місті Мюнхен, Німеччина з 25 квітня. Належав до категорії ATP World Tour 250.

## Фінальна частина

### Одиночний розряд
Філіпп Кольшрайбер —  Домінік Тім 7–6(9–7), 4–6, 7–6(7–4)

### Парний розряд
Генрі Контінен /  Джон Пірс (тенісист) —  Хуан Себастьян Кабаль /  Роберт Фара 6–3, 3–6, [10–7]